# Grove (Oxfordshire)
Grove is een civil parish in het bestuurlijke gebied Vale of White Horse, in het Engelse graafschap Oxfordshire met 7178 inwoners.